# Rempelam Jabo
Rempelam Jabo is een bestuurslaag in het regentschap Gayo Lues van de provincie Atjeh, Indonesië. Rempelam Jabo telt 148 inwoners (volkstelling 2010).